# Botxí dorsigrís
El botxí dorsigrís (Lanius excubitoroides) és una espècie d'ocell de la família dels lànids (Laniidae) que habita sabanes de l'Àfrica subsahariana, al sud-est de Mauritània, centre de Mali, i des del nord-est de Nigèria i de Camerun, cap a l'est fins a Etiòpia, i cap al sud, a través de Sudan del Sud fins al sud de Tanzània.